# Associação de Desportos Aquáticos de Malta
A Associação de Desportos Aquáticos de Malta é o órgão regulador da natação artística, da natação e do polo aquático em Malta. É filiada à LEN, à FINA e à COMEN. O presidente da Associação é Karl Izzo, enquanto o secretário-geral é George Farrugia. A sua sede está localizada no Complexo Desportivo Tal-Qroqq, que inclui o Complexo Nacional de Piscinas, em Tal-Qroqq, Gżira. A Associação recebe patrocínio da Meridianbet, que inclui a organização da competição nacional conhecida como Meridianbet Super Cup.

## História
Fundada em 1925 como Associação Amadora de Natação de Malta, a ASA teve como objetivo inicial possibilitar a participação maltesa no polo aquático nos Jogos Olímpicos, inspirada pelas ambições do então governador, Lord Plumer. Malta competiu em Berlim, em 1936, marcando um passo importante e precoce no cenário internacional tanto para o polo aquático quanto para o atletismo.
Após a sua fundação, a ASA afiliou-se a importantes organismos internacionais, como a FINA e a LEN, ampliando as oportunidades para que nadadores e jogadores de polo aquático malteses competissem globalmente. Em 2000, a organização passou a chamar-se oficialmente Associação de Desportos Aquáticos de Malta, refletindo de forma mais precisa o seu mandato abrangente nas disciplinas de natação, polo aquático, modalidades artísticas e de águas abertas.
Um marco significativo ocorreu em 1993, quando Malta sediou os Jogos dos Pequenos Estados da Europa e inaugurou o Complexo Nacional de Piscinas, de padrão olímpico, em Tal-Qroqq — uma infraestrutura que se tornou referência para o desporto aquático no país.
Atualmente, a ASA continua a ser a autoridade nacional responsável pelos desportos aquáticos em Malta, supervisionando a natação, o polo aquático, a natação artística e as modalidades em águas abertas, além de organizar campeonatos nacionais e competições internacionais.

## Competições
Natação
- Campeonatos Nacionais de Piscina Longa e Piscina Curta

Polo Aquático
- Copa Enemed
- Liga de Verão
- Liga de Inverno
- Liga Feminina
- Competições por Faixa Etária

## Ligações Externas
- Associação de Desportos Aquáticos de Malta